# Comunidade de Santo Egídio
A Comunidade de Sant'Egídio é uma organização católica fundada em 1968 no bairro de Trastevere, em Roma, Itália, dedicada à caridade, evangelização e promoção da paz.
Fundada por Andrea Riccardi, também é conhecida como "a pequena ONU do Trastevere" pela dedicação aos pobres. Hoje é um movimento de leigos, ao qual pertencem mais de 60.000 pessoas, em mais de 70 países de vários continentes. A Oração, a Comunicação do Evangelho, a Solidariedade para com os Pobres, o Ecumenismo e o Diálogo são os princípios de Sant'Egídio. Com a mesma espiritualidade e os mesmos fundamentos a Comunidade dá também os seus passos em Lisboa e no Porto.
O nome desta Comunidade é referência ao local de implantação, ou seja, nas proximidades da Praça de Santo Egídio.

## História

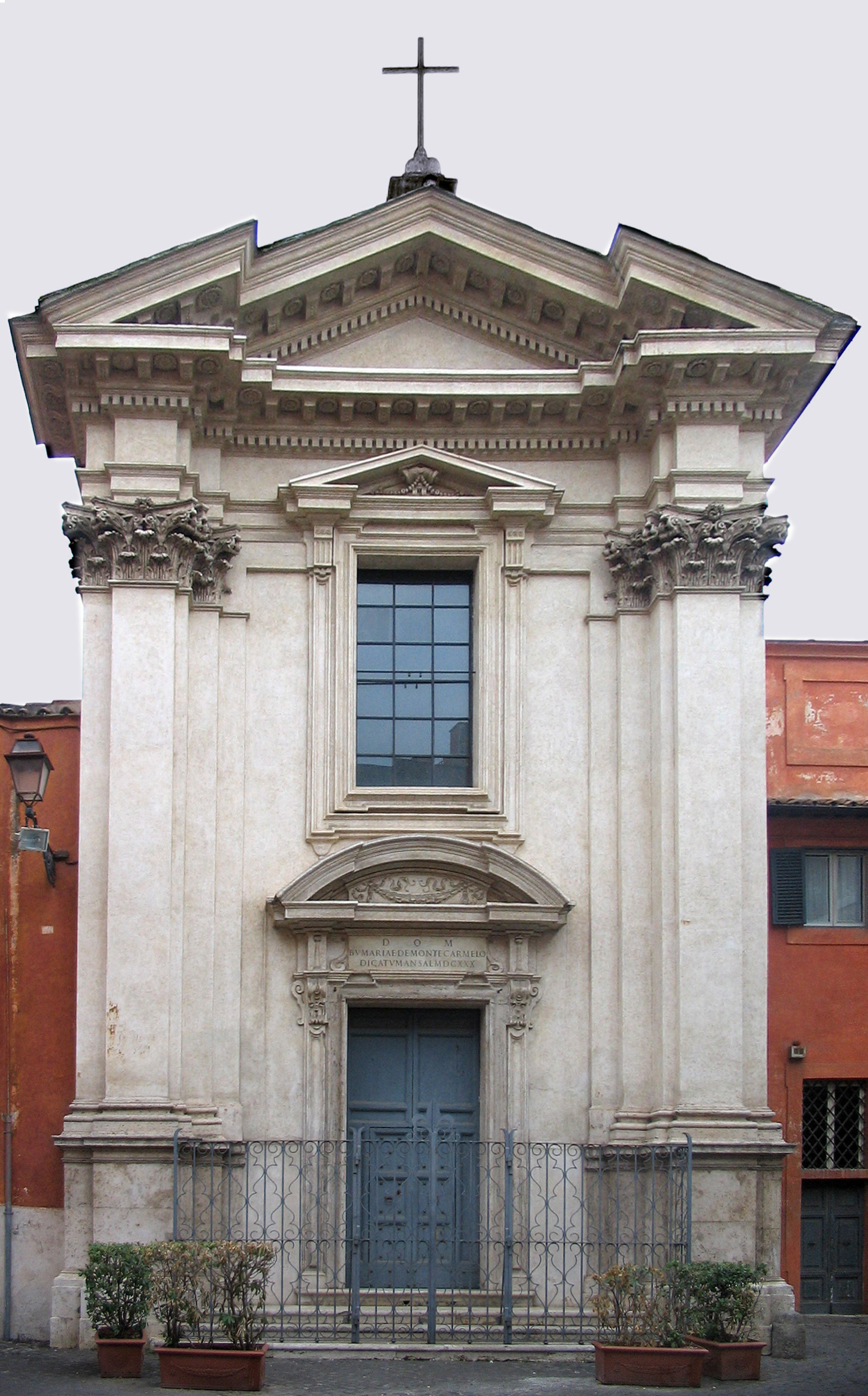
Igreja de Santo Egídio, em Roma, sede da comunidade

A Comunidade de Sant'Egídio nasceu em Roma em 1968, logo após o  Concílio Vaticano II, quando um grupo de jovens, inspirado pelo Evangelho e pelo desejo de um mundo melhor e mais justo, começou a visitar todos os dias as crianças marginalizadas da cidade de Roma para as ensinar a ler e escrever. Um desses jovens estudante era Andrea Riccardi, que educado no ambiente de tolerância tinha o sonho de ouvir o Evangelho e colocá-lo em prática. A partir daí, a Comunidade cresceu no ambiente estudantil por meio de acções concretas em benefício dos marginalizados.
A amizade com os pobres começou com as crianças, mas depressa se alargou, às pessoas sem abrigo, aos deficientes físicos e mentais, aos emigrantes, aos doentes terminais, às pessoas em cadeias, em institutos e em campos de refugiados. Durante estes anos desenvolveu-se uma sensibilidade para as várias formas de pobreza, a velha e nova ou emergente, como a solidão que os idosos sofrem nos países europeus.
Em 1973, a igreja de Santo Egídio em Trastevere, a primeira igreja da comunidade, começou a se dedicar à oração vespertina, prática que começou a acompanhar a vida de várias outras comunidades. A Comunidade continuou a crescer em profundidade e em número, levando à formação de outros núcleos da Comunidade noutras cidades italianas e europeias 
Em 18 de maio de 1986, o Pontifício Conselho de Leigos decretou a elevação da Comunidade de Sant'Egídio a uma "Associação Internacional de Fiéis de direito pontifício". O termo comunidade corresponde a uma exigência natural de fraternidade, especialmente em resposta a formas de dispersão (familiar, profissional e civil) características das grandes cidades modernas. De acordo com o portal oficial do Vaticano, "a amizade é um tratamento característico de Sant'Egídio, tanto internamente como também atitude de simpatia e atenção em nível mundial".

### O trabalho da Comunidade de Sant’Egídio no Mundo
Através da nossa amizade com os mais pobres, a Comunidade percebeu que a Guerra é a mãe de todas as pobrezas, o que nos leva a trabalhar arduamente pela paz e o diálogo entre povos. Assim, nos anos 80, a Comunidade começou a se internacionalizar ao chegar à Europa, África, América e Ásia com sua identidade original, como serviço aos pobres, defesa da paz e dignidade humana, comunicação do Evangelho, amizade com imigrantes, doentes terminais, seropositivos, presidiários (especialmente condenados à morte), vítimas de guerras, dependentes de drogas e actuação em diversas formas de pobreza. Por todo o mundo desenvolvemos iniciativas de cooperação e desenvolvimento em muitos países de África, América Latina e Ásia, como no Sul do Sudão, na Costa do Marfim, na República Centro-Africana, na Argélia, no Burundi. no Darfur, na Colômbia, no Kosovo, na Albânia, em El Salvador entre outros. O papel de mediação da Comunidade foi decisivo no tratado de Paz em Moçambique (1992) e na Guatemala (1996). 
Actualmente, procuramos soluções para encontrar a Paz na Síria. Em Dezembro de 2015, a Comunidade de Sant'Egidio alcançou um acordo entre o governo italiano, a Federação das Igrejas Evangélicas na Itália (FCEI) e as Igrejas Valdenses e Metodistas, para a criação de corredores humanitários que permitissem criar caminhos de salvação e acolhimento para os refugiados. Desde Janeiro de 2016, cerca de 200 pessoas já chegaram a Itália através desta iniciativa.
Para a promoção do diálogo inter-religioso e ecuménico, desde 1987 a Comunidade de Sant'Egídio organiza Encontros anuais de Oração pela Paz, onde os representantes de todas as grandes religiões mundiais se unem em prol da Paz, da Unidade e da Protecção aos mais frágeis da sociedade. 
Nos anos 90, a comunidade passou a desenvolver vários projectos como Viva os Idosos, Escola do Evangelho (para adultos e famílias), Povo de Paz (para imigrantes).  Entre suas actividades estão Escola para estrangeiros (idiomas para imigrantes), Escolas da Paz (escolas para adolescentes), Cantinas para sem-abrigos, etc.
Uma das suas características é a realização, desde 1992 do almoço de Natal. Em 2009, o almoço contou com a presença do Papa Bento XVI como "gesto de solidariedade no clima do Natal como forma de resgate da dignidade dos seres humanos e tantos 'fantasmas' que diariamente vagam pelas ruas da cidade em busca de sobrevivência em meio à indiferença da maioria".

#### Cidades pela Vida - Cidades contra a pena de morte
Desde 1995, a luta contra a pena de morte e a preocupação pelos condenados à morte se tornaram numa das áreas de trabalho da Comunidade de Sant´'Egídio. A pena de morte é o epítome extremo de violações dos direitos humanos, representa um meio de tortura que contradiz com a visão reabilitadora da justiça, reduzindo a sociedade civil ao nível daqueles que assassinam, legitimizando a violência ao mais alto nível e é que muitas vezes utilizado como ferramenta de repressão de minorias políticas, étnicas ou religiosas. A Comunidade de Sant'Egídio entrou no corredor da morte, pela primeira vez, através de Dominique Green, um jovem afro-americano preso no Texas, que viria a ser executado através de injecção letal em 2004, após permanecer 12 anos no corredor da morte, sem que houvesse prova conclusiva da sua culpa. A sua história chegou ao conhecimento da Comunidade de Sant'Egidio através de uma carta publicada na imprensa italiana, gerando-se um movimento solidário, que originou um apelo a uma moratória universal da pena de morte, onde foram reunidas mais de cinco milhões de assinaturas em 153 países, criando uma moratória inter-religiosa e secular contra a pena de morte. Esse apelo foi entregue à Organização das Nações Unidas, na noite anterior da votação histórica, em onde foi aprovada a resolução A/RES/62/149, que rejeita a pena de morte como forma de justiça (2007). 
Em 2002, a Comunidade de Sant'Egídio lança, pela primeira vez, o movimento internacional "Cidades pela Vida - Cidades contra a Pena de Morte", para assinalar o aniversário da primeira abolição da pena de morte da História, que ocorreu no Grão-Ducado da Toscana, em Itália, no dia 30 de Novembro de 1786. Como acto simbólico convidam as cidades aderentes a  iluminarem um monumento na cidade. Em 29 de novembro de 2011, a comunidade organizou uma jornada mundial contra a pena de morte que teve a adesão de cerca de 1.400 cidades de 87 países.  As boas-vindas às delegações em Roma foram feitas pelo Papa Bento XVI.

#### Programa DREAM
Depois da paz em Moçambique, a Comunidade de Sant'Egídio apercebeu-se do drama crescente da SIDA naquele país: tantíssimos mortos, muitos entre os jovens, também membros da Comunidade. O mundo científico, os governos locais, a própria Organização Mundial da Saúde, identificavam na prevenção a única abordagem possível contra o HIV/SIDA em África.
Em 2002, um programa de tratamento da SIDA promovido pela Comunidade de Sant'Egídio. Dream (Drug Resource Enhancement against AIDS and Malnutrition) é projectado para dar acesso gratuito aos mais pobres em África. Hoje, o DREAM está presente no Malawi, Tanzânia, Quénia, Guiné (Conacri), Guiné (Bissau), Nigéria, Angola, República Democrática do Congo e Camarões. A filosofia básica do programa é: DREAM é concebido para a excelência. Excelência dos tratamentos, do diagnóstico, da informatização. DREAM propõe também em África os standard ocidentais, utilizando rotineiramente a avaliação da carga viral e introduzindo a terapia anti-retroviral (HAART)".
Desde o início do programa DREAM, mais de um milhão de pessoas usufruíram de educação sanitária, filtros de água, ajuda nutrimental, mosquiteiros, cursos de prevenção nos lugares de trabalho, no rádio, na televisão.  No total, os centros do DREAM conduziram 1.300.000 consultas médicas, 276 mil testes de carga viral e 540 mil exames contagem do linfócito CD4.

## Comunidade de Sant'Egídio em Portugal
A Comunidade de Sant'Egídio está presente tanto em Lisboa como no Porto, onde dispomos de vários serviços de apoio a crianças carenciadas, a Escola da paz, e a idosos que visitamos semanalmente em lares ou nas suas próprias casas. 
Sendo as crianças o nosso futuro, consideramos que uma educação para a paz, para a compreensão e aceitação da diferença é fundamental. Actualmente, a Escola da Paz funciona no bairro das Olaias (2009),  no bairro de Alfama (2016) e no bairro do Amial (2016). Estes bairros são escolhidos por apresentarem graves problemas sociais de discriminação e violência, onde coabitam várias minorias sociais. A Escola da Paz é realizada todos os sábados e as nossas actividades incluem apoio escolar sucedido por jogos didácticos que fomentem a cooperação, amizade e interacção saudável entre as crianças de diferentes grupos etários e étnicos.
Os nossos idosos são fonte de sabedoria e ajudam-nos a compreender o passado para conseguirmos construir uma sociedade com valores e mais solidária. Muitas vezes os idosos são condenados à solidão, esquecidos, considerados um fardo. O modo de tratar os idosos diz muito sobre o humanismo de uma sociedade e quando os descartamos, descartamos a história de um povo, perdemos a nossa capacidade de amar e ficamos mais pobres. Por isso, visitamos os nossos amigos no Lar das Irmãzinhas dos Pobres (Campolide, Lisboa - 2013) e no Lar de Santo António (Maia, Porto - 2015).
Desenvolvemos ainda iniciativas para a promoção da paz e contra a pena de morte. Assim, na primeira quinta-feira de cada mês, realizamos uma oração pela paz na Igreja de São Miguel em Alfama, onde lembramos todos os países em guerra e pedimos para que alcancem a paz. Desde 2006, promovemos, o movimento “Cidade pela Vida – Cidades contra a Pena de Morte”, comemoração que se realiza anualmente, a 30 de Novembro, aniversário da primeira abolição da pena de morte, que ocorreu no Grão-Ducado da Toscana, em Itália (1786). 

### Actividades em Portugal

#### Oração da Comunidade - Quinta-feira às 20h30
A oração acompanha a vida de todas as comunidades e constitui um elemento essencial, enquanto centro e lugar primordial da vida comunitária. Por isso, todas quintas-feiras a Comunidade encontra-se na Capela do Rato, em Lisboa.
- 1ª quinta-feira de cada mês - Oração pela Doentes
- 3ª quinta-feira de cada mês - Oração pelos Paz

#### Escola da Paz
Serviço de apoio a crianças carenciadas onde, através de uma amizade, mostramos a importância de cada ser humano no Mundo.
- Bairro Portugal Novo, Olaias, Lisboa
- Bairro de Alfama, Lisboa
- Bairro do Amial, Maia, Porto

#### Visita aos idosos
Serviço de amizade, onde criamos laços afectivos com aqueles que são a fonte de sabedoria da nossa sociedade.
- Lar das Irmãzinhas dos Pobres, Campolide, Lisboa
- Visitas aos idosos no Bairro de Alfama, Lisboa
- Lar de Santo António, Maia, Porto

#### Cidades pela Vida – Cidades contra a Pena de Morte - Dia 30 de Novembro
Todos os anos convidamos as cidades a iluminar os principais monumentos para dizer Não à Pena de Morte. Desde 2002, mais de 2000 cidades no mundo, já se declararam "Cidades pela Vida". Hoje, depois de vários anos de acções civis e esforços diplomáticos, há 141 países abolicionistas e 57 países que ainda mantêm a pena capital.
Desde 2006, mais de 88 cidades portuguesas, em mais de 2000 cidades em todo o mundo, já se declararam "Cidades pela Vida", contribuindo para a abolição da pena de morte em 85 países. Em Lisboa, o Arco da Rua Augusta é iluminado desde 2013.

## Prémios
Em 2004, a comunidade recebeu o Prêmio Balzan pela defesa da convivência pacífica entre grupos de etnias diferentes e por desenvolver ações humanitárias, de paz e fraternidade entre os povos, independentemente da crença religiosa, como o programa Dream.
Em 2006, Andrea Riccardi recebeu o grau de Doutor Honoris Causa da Pontifícia Universidade Católica Argentina.
Em 2009, Andrea Riccardi, o fundador, recebeu o prêmio Carlos Magno.
Em 2010, a comunidade, por meio de Mario Giro,  recebeu o prêmio da Fundação Chirac pela atuação na prevenção de conflitos.
Em 2014, a Comunidade de Sant'Egídio vence o Prémio Calouste Gulbenkian, em Lisboa.